# Judy Mowatt
Pour les articles homonymes, voir Mowatt.
Judy Mowatt, née en 1952 dans la Paroisse de Saint Andrew, est une chanteuse jamaïcaine de reggae.

## Biographie

### Jeunesse
Judy Mowatt naît à Gordon Town, sur le territoire de la paroisse de Saint Andrew. Durant sa jeunesse, elle chante dans des chorales religieuses et intègre une troupe de danse.

### Carrière musicale
Elle commence sa carrière en 1967 au sein des Gaylettes. Le groupe, qui compte également dans ses rangs Beryl Lawson et Merle Clemenson, se sépare en 1970. Par la suite, Mowatt sort plusieurs singles en solo. Elle rencontre le succès avec I Shall Sing, qui se classe numéro 1 des ventes en Jamaïque. Elle fonde son label, Ashandan. Son premier album, Mellow Mood, sort en 1975. Elle écrit et produit la plus grande partie de l'album Black Woman. En 1986, Working Wonders est nommé aux Grammy Awards.
Elle s'associe à Terrie Nairobi pour former The Nairobi Sisters, duo vocal qui sortira 2 singles au milieu des années 1970 : "There's Always Some Thing There To Remind Me" et "The Promised Land". Ce dernier a tout d'abord été enregistré avec The Gaylord en backing band puis re-cut pour le label de Winston Jones, Flames. Ce morceau a eu une telle renommée qu'il a été samplé par A Tribe Called Quest pour leur chanson "Whateva will be" 
Lorsque Peter Tosh et Bunny Wailer quittent The Wailers en 1974, Bob Marley s'adjoint les services de choristes, baptisées les I Threes. Le trio de chanteuses est composé de Rita Marley, Marcia Griffiths et Judy Mowatt. Elles accompagnent Bob Marley sur scène et en studio jusqu'à sa mort en 1981,. Elle participe à l'album de Groundation a A Miracle sortit le 21 octobre 2014.

## Discographie

### Albums
- 1975 : Mellow Mood (Tuff Gong)
- 1980 : Black Woman (Ashandan, Mercury, Island, Greensleeves et Shanachie)
- 1982 : Only a Woman (Shanachie)
- 1985 : Working Wonders (Shanachie)
- 1987 : Love Is Overdue (Shanachie)
- 1991 : Look at Love  (Shanachie)
- 2001 : We Shall Sing [The Gaylettes featuring Judy Mowatt] (Westside)
- 2003 : Sing Our Own Song (Shanachie)